# Индуктивный предел
Индуктивный предел (или прямой предел, копредел) — конструкция, возникшая первоначально в теории множеств и топологии, а затем нашедшая широкое применение во многих разделах математики. Двойственное понятие — проективный (или обратный) предел.
Эта конструкция позволяет построить новый объект {\displaystyle X} по последовательности (индексированной направленным множеством) однотипных объектов {\displaystyle X_{i}} и набору отображений {\displaystyle f_{ij}:X_{i}\to X_{j}}, {\displaystyle i\leqslant j}.
Для индуктивного предела обычно используется обозначение
{\displaystyle X=\varinjlim X_{i}}.
Мы дадим определение для алгебраических структур, а затем — для объектов произвольной категории.

## Определение

### Алгебраические объекты
В этом разделе будет дано определение, подходящее для множеств с добавленной структурой, таких как группы, кольца, модули над фиксированным кольцом и т. д.
Пусть {\displaystyle I} — направленное множество с отношением предпорядка {\displaystyle \leqslant } и пусть каждому элементу {\displaystyle i\in I} сопоставлен алгебраический объект {\displaystyle X_{i}}, а каждой паре {\displaystyle (i,\;j)}, {\displaystyle i,\;j\in I}, в которой {\displaystyle i\leqslant j}, сопоставлен гомоморфизм {\displaystyle f_{ij}:X_{i}\to X_{j}}, причём {\displaystyle f_{ii}} — тождественные отображения для любого {\displaystyle i\in I} и {\displaystyle f_{ik}=f_{jk}\circ f_{ij}} для любых {\displaystyle i\leqslant j\leqslant k} из {\displaystyle I}. Такую систему объектов и гомоморфизмов называют также направленной системой.
Тогда множество-носитель прямого предела направленной системы {\displaystyle (X_{i},f_{ij})} — это фактормножество дизъюнктного объединения множеств-носителей {\displaystyle X_{i}} по отношению эквивалентности:
{\displaystyle \varinjlim X_{i}=\bigsqcup _{i}X_{i}{\bigg /}\sim .}
Здесь {\displaystyle x_{i}\in X_{i}} и {\displaystyle x_{j}\in X_{j}} эквивалентны, если существует такое {\displaystyle k\in I}, что {\displaystyle f_{ik}(x_{i})=f_{jk}(x_{j})}.
Интуитивно, два элемента дизъюнктного объединения эквивалентны, тогда и только тогда, когда они «рано или поздно станут эквивалентными» в направленной системе. Более простая формулировка — это транзитивное замыкание отношения эквивалентности «каждый элемент эквивалентен своим образам», то есть {\displaystyle x_{i}\sim \,f_{ik}(x_{i})}.
Из этого определения легко получить канонические морфизмы {\displaystyle \phi _{i}:X_{i}\rightarrow X}, отправляющие каждый элемент в его класс эквивалентности. Добавленную алгебраическую структуру на {\displaystyle X} можно получить, исходя из знания этих гомоморфизмов.

### Определение для произвольной категории

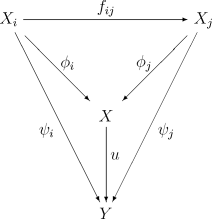

В произвольной категории прямой предел можно определить с помощью его универсального свойства. А именно, прямой предел направленной системы {\displaystyle (X_{i},f_{ij})} — это объект {\displaystyle X} категории, такой что выполняются следующие условия:
1. существует такое семейство отображений {\displaystyle \phi _{i}:X_{i}\to X}, что {\displaystyle \phi _{i}=\phi _{j}\circ f_{ij}} для любых {\displaystyle i\leqslant j};
2. для любого семейства отображений {\displaystyle \psi _{i}:X_{i}\to Y}, в произвольное множества {\displaystyle Y}, для которого выполнены равенства {\displaystyle \psi _{i}=\psi _{j}\circ f_{ij}} для любых {\displaystyle i\leqslant j}, существует единственное отображение {\displaystyle u:X\to Y}, что {\displaystyle \psi _{i}=u\circ \phi _{i}}, для всех {\displaystyle i\in I}.

Более общо, прямой предел направленной системы — это то же самое, что её копредел в категорном смысле.

## Примеры
- На произвольном семействе подмножеств данного множества можно задать структуру предпорядка по включению. Если этот предпорядок действительно является направленным, то прямой предел семейства — это обычное объединение множеств.
- Пусть p — простое число. Рассмотрим направленную систему из групп Z/pnZ и гомоморфизмов Z/pnZ → Z/pn+1Z, индуцированных умножением на p. Прямой предел этой системы содержит все корни из единицы, порядок которых — некоторая степень p. Их группа по умножению называется группой Прюфера Z(p∞).
- Пусть F — пучок на топологическом пространстве X со значениями в C. Зафиксируем точку x в X. Открытые окрестности x образуют направленную систему по включению (U ≤ V если U содержит V). Функтор пучка сопоставляет ей направленную систему (F(U), rU,V), где r — отображения ограничения. Прямой предел этой системы называется слоем F над x и обозначается Fx.
- Прямые пределы в категории топологических пространств получаются присвоением финальной топологии[англ.] соответствующему множеству-носителю.